# 未梨一花
未梨一花（日语：未梨 一花，1999年2月24日—），日本女寫真偶像、電視藝人和演員，A&A控股（A&Aホールディングス）所屬。以100公分（40英寸）的I罩杯胸圍而聞名。

## 生平
未梨一花生於千葉縣。從小就打软式网球，喜歡玩拼圖。與同樣身為寫真偶像的藤乃葵是朋友。截至2022年，未梨一花胸圍的標稱測量值為100I-63-95公分（40I-25-37英寸）。
她在2022年的一次採訪中表示，胸圍在中學時就開始變大，令自己倍感尷尬。高中畢業後開始打工維生，並沒有打算從事娛樂事業，覺得自己只是「大胸的大個子」，並不漂亮。經紀公司A&A控股（A&Aホールディングス）社長發現了未梨一花的潛力，讓她參加2019年11月16日的第2屆Sanspo GoGo Queen比賽，獲得純魅力獎，從此展開寫真偶像生涯。首張DVD《乳白魅力》（ミルキー・グラマー）同年發行。從那時起，未梨一花憑藉寫真作品獲得了許多獎項，包括東京Lily「票選2020年上半期MVP」中的「巨乳偶像獎」、「2020年上半期攝影會大獎」冠軍以及「2020年下半期注目偶像獎」亞軍。除了推出寫真書、DVD、集換式卡片和其他寫真作品外，未梨一花還出現在各種媒體上，包括廣播和電視節目，甚至舞台表演。2022年12月22日，在「2022年度寫真偶像」上贏得金魅力獎。

## 外部連結
- 未梨一花的X（前Twitter）
- 未梨一花的Instagram帳戶